# 020120
『020120』（ぜろにいぜろいちにいぜろ）は、日本のロックバンドであるTHE MAD CAPSULE MARKETSの初のライブ・アルバム。
同バンドとして初のライブ・アルバムであり、同タイトルのDVDもリリースされている（後述）。
全国ツアー「010 TOUR 01-02」のツアーファイナルとして行われた1月20日のZepp TOKYOでのライブから収録されている。

## 背景
アルバム『010』（2001年）リリース後、THE MAD CAPSULE MARKETSは同年8月18、19日には大阪WTCオープンスタジアム、千葉マリンスタジアムにて開催されたイベントライブ「SUMMER SONIC2001」に参加、その後11月2日の渋谷AXを皮切りに、24都市全30公演におよぶライブツアー「010 TOUR 01 - 02」を開催。12月には音楽誌『ケラング!』主催のイベントライブ「K-FEST」にトリとして参加した。
2002年に入り、1月23日にはアルバム『010』からのシングルカットとして「FLY HIGH/サソリ feat.電撃ネットワーク」をリリース、カップリング曲はパフォーマンス集団である電撃ネットワークとのコラボレーション作品となった。
その後、5月18日のLe Divan du Monde（パリ）を皮切りに、8都市全8公演となる初の欧州ツアー「020120EUROPE TOUR」を開催、20日にはイギリスにてシングル「TRIBE」をリリース。25日にはオジー・オズボーンが創設したイベントライブ「オズフェスト」のメインステージにアジア圏出身のバンドとしては初となる参加を果たした。

## 録音、構成
2001年から2002年にかけて開催された全国ツアー「010 TOUR 01-02」から、ツアーファイナルであった1月20日のZepp TOKYOでのライブ公演を記録している。
アルバム『OSC-DIS』（1999年）、『010』からの選曲が全体を占めており、それ以外のアルバムの曲は「神歌」のみとなっている。収録曲は以下のアルバムから収録されている。
- 『4 PLUGS』（1996年） - 「神KAMI-UTA歌」

- 『OSC-DIS』（1999年） - 「OUT／DEFINITION」、「GOOD GIRL～Dedicated to bride 20 years after」、「ALL THE TIME IN SUNNY BEACH」、「MIDI SURF」、「TRIBE」、「|￣|_ (PULSE)」、「ISLAND」

- 『010』（2001年） - 「INTRODUCTION 010」、「COME.」、「CHAOS STEP」、「GAGA LIFE.」、「JAM!」、「雲-kumo-」、「BIT CRUSHERRRR」、「NO FOOD、DRINK、OR SMOKING」、「THIS IS THE MAD STYLE」、「GOOD DAY」、「FLY HIGH」、「R.D.M.C.」

## リリース
2002年7月10日にビクターエンタテインメントのSPEEDSTAR RECORDSより日本にてリリースされた。
その後、2005年6月13日にはGut Recordsよりイギリスにて、同名のDVDが同梱されてリリースされた。

## ツアー
本作のタイトルを冠したライブツアーは、2002年5月18日のLe Divan du Monde（パリ）を皮切りにイギリスを中心に開催された8都市8公演の欧州ツアー「020120EUROPE TOUR」と、後に日本国内のみで開催された9月25日のクラブチッタ川崎を皮切りに、9都市全10公演におよぶライブツアー「020120JAPAN TOUR」とがあった。

## 批評
| 専門評論家によるレビュー | 専門評論家によるレビュー |
| レビュー・スコア         | レビュー・スコア         |
| 出典                     | 評価                     |
| ------------------------ | ------------------------ |
| CDジャーナル             | 肯定的                   |
| TOWER RECORDS ONLINE     | 肯定的                   |

- 音楽情報サイト『CDジャーナル』では、「人間の心を宿したロボット」という例えを用いて「マッドの音楽は常に相反する2つの要素が魅力だが、ライヴとなるとどうしてもロボットよりになる」とコンピュータサウンドに偏っていると指摘しつつも、「グッド・メロディのデジタル・ハードコアを“ロボットより”で楽しみたい人には最適のライヴ・アルバム」と肯定的な評価を下している。また「代表曲はすべて押さえたベスト選曲が嬉しい。イギリスのOZZ FESTのメイン・ステージ抜擢も納得の凄まじいパワー渦巻くステージ」と選曲やライブパフォーマンスに関して肯定的な評価を下している[3]。

- 音楽情報サイト『TOWER RECORDS ONLINE』では、同バンドに関して「幾多の伝説を作りながらも前進を止めない」と絶賛し、「トータルで76分を越えるスケール感たっぷりのライヴは、ひたすらリスペクトしたくなるような貫禄の内容」、「代表曲、人気曲ももちろん収録されているので初心者にもオススメできる」と選曲やライブパフォーマンスに関して肯定的な評価を下している[2]。

## 収録曲
| 全編曲: THE MAD CAPSULE MARKETS。 |                                                 |                     |              |      |
| #                                 | タイトル                                        | 作詞                | 作曲         | 時間 |
| 1.                                | 「INTRODUCTION 010」                            | Takeshi Ueda        | Takeshi Ueda | 3:43 |
| 2.                                | 「COME.」                                       | Kyono、Takeshi Ueda | Takeshi Ueda | 4:04 |
| 3.                                | 「CH(A)OS STEP」                                | Kyono               | Takeshi Ueda | 3:53 |
| 4.                                | 「GAGA LIFE.」                                  | Kyono               | Takeshi Ueda | 4:04 |
| 5.                                | 「JAM!」                                        | Kyono、Takeshi Ueda | Takeshi Ueda | 4:08 |
| 6.                                | 「OUT/DEFINITION」                              | Kyono               | Takeshi Ueda | 2:49 |
| 7.                                | 「GOOD GIRL~Dedicated to bride 20 years after」 | Takeshi Ueda        | Takeshi Ueda | 3:54 |
| 8.                                | 「ALL THE TIME IN SUNNY BEACH」                 | Takeshi Ueda        | Takeshi Ueda | 2:34 |
| 9.                                | 「MIDI SURF」                                   | Takeshi Ueda、Kyono | Takeshi Ueda | 3:27 |
| 10.                               | 「雲-kumo-」                                    | Kyono               | Takeshi Ueda | 5:44 |
| 11.                               | 「BIT CRUSHERRRR」                              | Kyono、Takeshi Ueda | Takeshi Ueda | 3:35 |
| 12.                               | 「NO FOOD,DRINK,OR SMOKING」                    | Takeshi Ueda        | Takeshi Ueda | 2:54 |
| 13.                               | 「THIS IS THE MAD STYLE」                       |                     | Takeshi Ueda | 0:36 |
| 14.                               | 「GOOD DAY」                                    | Takeshi Ueda        | Takeshi Ueda | 4:04 |
| 15.                               | 「FLY HIGH」                                    | Kyono、Takeshi Ueda | Takeshi Ueda | 4:02 |
| 16.                               | 「R.D.M.C」                                     | Kyono               | Takeshi Ueda | 4:47 |
| 17.                               | 「TRIBE」                                       | Kyono               | Takeshi Ueda | 4:38 |
| 18.                               | 「\|￣\|_ (PULSE)」                             | Takeshi Ueda        | Takeshi Ueda | 3:47 |
| 19.                               | 「神KAMI-UTA歌」                                | Takeshi Ueda        | Takeshi Ueda | 3:19 |
| 20.                               | 「ISLAND」                                      | Takeshi Ueda        | Takeshi Ueda | 6:21 |

## スタッフ・クレジット

### THE MAD CAPSULE MARKETS
- KYONO - ボーカル
- TAKESHI UEDA - ベース、シンセサイザー、プログラミング、ボーカル
- MOTOKATSU MIYAGAMI - ドラムス、プログラミング

### 参加ミュージシャン
- TORU××× - ギター、バッキング・ボーカル

### スタッフ
- THE MAD CAPSULE MARKETS - プロデューサー
- KONI-YANG (KURID INT'L) - レコーディング・エンジニア、ミックス・エンジニア
- 山崎和重 (FLAIR) - マスタリング・エンジニア
- 横田直樹（スピードスター） - A&R
- いわほりまゆき - マネージメント
- 阿藤祐治 (DESTROYDER) - マネージメント
- にしじょうまさみ (DESTROYDER) - デスク
- たけだまき (C.C.C.) - デスク
- 田中智子（スピードスター） - デスク
- 田中義則 (DESTROYDER) - エグゼクティブ・プロデューサー
- 豊島直己（スピードスター） - エグゼクティブ・プロデューサー
- 高垣健（スピードスター） - エグゼクティブ・プロデューサー
- 土井宏明 (POSITRON) - アート・ディレクション、デザイン
- 和田亨 (POSITRON) - デザイン
- ナカシンジ - CGI
- 加藤等 - ライブフォト
- TEPPEI - ライブフォト
- TOMO - ライブフォト
- 富岡克文（ビクターデザインセンター） - ビジュアル・プランニング
- 京野里奈（ビクターデザインセンター） - ビジュアル・プランニング

- レンチ - サンクス
- JOUJOUKA - サンクス
- DJ FUNKY GONG - サンクス
- ブライアン・バートンルイス - サンクス
- 3rd STONE - サンクス
- GDR Inc - サンクス
- MTVジャパン - サンクス
- クリス・ブラックウェル - サンクス
- パーム・ピクチャーズ - サンクス
- FENDER JAPAN.LTD - サンクス
- LUDWIG - 野中貿易 - サンクス
- PAISTE - サンクス
- モリダイラ楽器 - サンクス
- デジデザインジャパン - サンクス
- MIDIA - サンクス
- ESP - サンクス
- ヤマハ渋谷 - サンクス
- イシバシ楽器 - サンクス

## リリース履歴
| No. | 日付          | 国名     | レーベル                    | 規格   | 規格品番   | 最高順位 | 備考                         |
| --- | ------------- | -------- | --------------------------- | ------ | ---------- | -------- | ---------------------------- |
| 1   | 2002年7月10日 | 日本     | ビクター／SPEEDSTAR RECORDS | CD     | VICL-60896 | 14位     | 初回限定盤のみデジパック仕様 |
| 2   | 2005年6月13日 | イギリス | Gut Records                 | CD+DVD | GUTCD49    | -        | DVD版が同時収録されている    |

## 020120 (DVD)
『020120』（ぜろにいぜろいちにいぜろ）は、THE MAD CAPSULE MARKETSの6作目の映像作品であり、2作目のライブ・ビデオである。
2002年10月26日にビクターエンタテインメントのSPEEDSTAR RECORDSよりリリースされた。

### 概要
- 同バンドで初であり唯一のライブDVD作品。監督は川村誠。
- 2002年1月20日のZEPP TOKYO公演から収録されている。
- 一部の曲は映像にエフェクトが掛けられているが、通常映像と切り替えることができる。
- 特典映像として、初めてのEUツアーのドキュメンタリー映像、『OSC-DIS』ツアーから2000年3月25日のZEPP TOKYO公演での「神歌」の映像が収録されている。

### 収録曲
1. -Opening-
2. INTRODUCTION 010
3. COME.
4. CH(A)OS STEP
5. GAGA LIFE.
6. JAM!
7. OUT/DEFINITION
8. GOOD GIRL~Dedicated to bride 20 years after
9. ALL THE TIME IN SUNNY BEACH
10. MIDI SURF
11. 雲-kumo-
12. THIS IS THE MAD STYLE
13. FLY HIGH
14. R.O.M.C
15. TRIBE
16. |￣|_ (PULSE)
17. ISLAND